# Permalloy

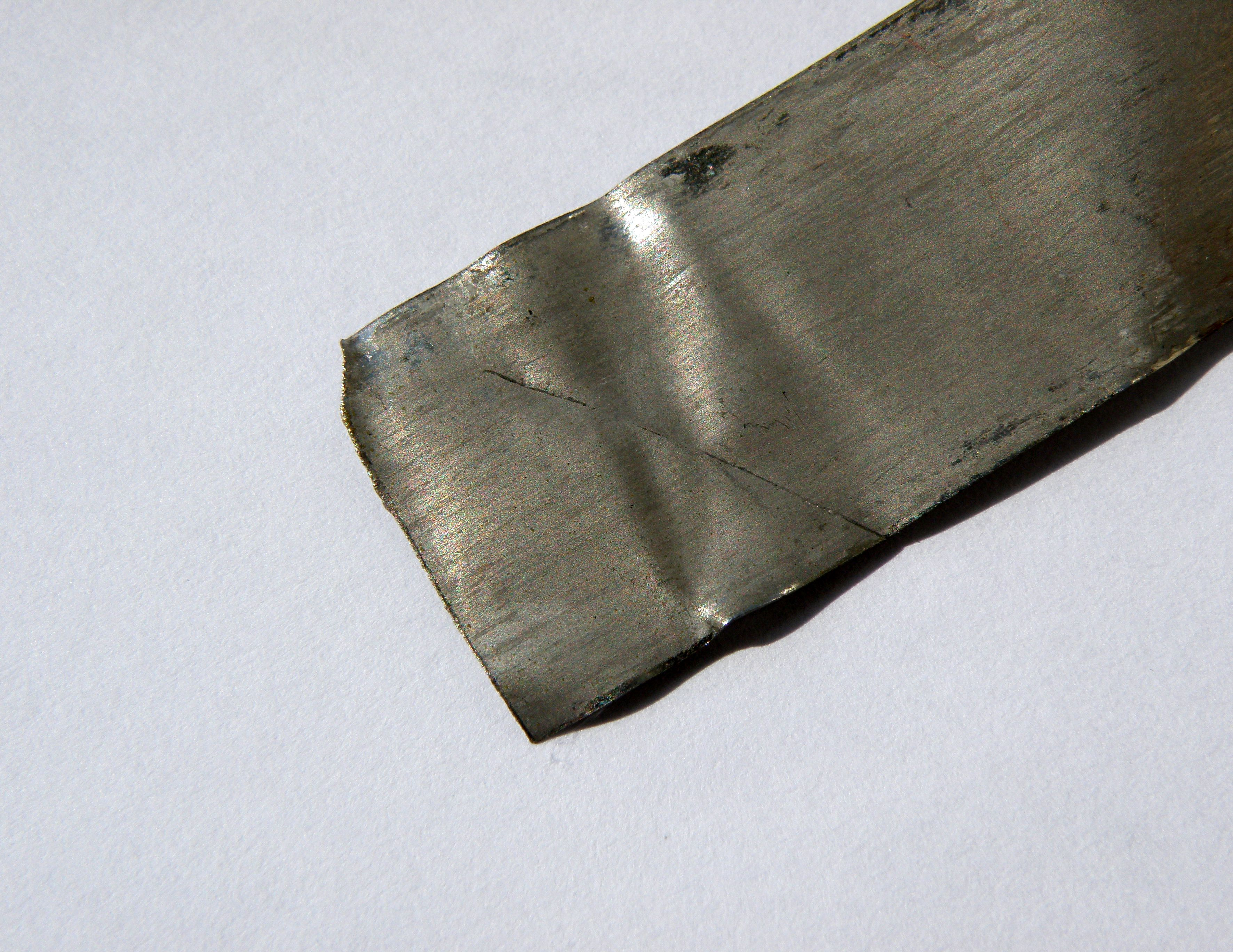
Un ruban de permalloy assez malléable.

Le permalloy est une gamme d'alliages à propriétés magnétiques à base de nickel et de fer, et également souvent, en moindres proportions, de molybdène et de manganèse.

## Présentation
La première gamme d'alliage permalloy a été découverte en 1914 par Gustav Elmen, physicien des Laboratoires Bell.
Son nom breveté rappelle sa grande perméabilité magnétique, ce qui le rend utile aujourd'hui dans les matériaux à noyaux magnétiques en équipement électronique et électrotechniques, comme les tôles feuilletées, pour le blindage magnétique pour bloquer les champs magnétiques, les têtes de lecture et d'enregistrement magnétique et les bobines d'induction. 
Il existe d'autres alliages permalloy développés au cours de la première moitié , pour les nommer un préfixe ou un suffixe numérique indiquant la proportion en pourcentage massique de Ni est rajouté, par exemple le 45 permalloy, un alliage de 45 % de nickel avec 55 % de fer (FeNi45).
La gamme des alliages permalloy couvre aujourd'hui des alliages à base de 45 % à 79 % de Ni, de 16 % à 55 % de Fe, de 0 % à 5 % de Mo, d'environ 0,3 % de Mn.

## Compositions des permalloys et propriétés magnétiques
Un des premiers alliages permalloy comportait 15 % de fer et 80 % de nickel ; sa désignation symbolique selon la norme européenne est donc NiFe15. Il a une perméabilité magnétique élevée, une coercitivité basse, une magnétostriction proche de zéro et une magnétorésistance à la fois anisotropique et significative.
Les permalloy commerciaux présentent une perméabilité magnétique relative s'élevant en moyenne à 100 000, comparée à quelques milliers pour un acier ordinaire.
Le molybdène permalloy, alliage de 81 % de nickel avec 17 % de fer et 2 % de molybdène (NiFe17Mo2), a été inventé par les laboratoires Bell en 1940 ; il a permis d'améliorer la compensation inductive de la réactance des lignes téléphoniques longues distances ; Le supermalloy, un alliage de 75 % de nickel, 20 % de fer et 5 % de molybdène (NiFe20Mo5) est un matériau magnétique doux qui se caractérise par une haute perméabilité magnétique et une faible valeur de la coercitivité. 
Une faible magnétostriction est capitale pour les applications industrielles, le matériau en permalloy peut être employé en film ou pellicule fine, avec des contraintes variables sans accroître notablement et aléatoirement la variation du champ magnétique, ce qui serait impossible dans le cas contraire.
La résistivité du permalloy peut varier d'environ 5 % suivant la force et la direction du champ magnétique appliqué. Ces alliages à environ 80 % de nickel sont des cristaux à maille cubique à faces centrées avec une constante du réseau cristallin isotrope 0,355 nm. Le principal désavantage de cet alliage est qu'il n'est pas très ductile et que sa mise en forme est délicate, alors que ces applications essentielles requièrent des formes précises. Ainsi les blindages magnétiques, sont le plus souvent conçus en d'autres alliage à hautes perméabilités magnétiques comme le mu-metal.

## Histoire des premiers usages

"Cable de télégraphie" ou "cable de téléphonie" sous-marins enveloppé d'une bande permalloy.

La recherche et le développement rapide des premiers permalloys se justifient au début du XXe siècle pour compenser l'inductance des câbles de télégraphie. 
Lors de la pose des premiers câbles sous-marin transatlantiques dans les années 1860, les ingénieurs pionniers trouvèrent que l'extrême longueur des fils conducteurs entraînait de la distorsion, réduisant la vitesse maximale du signal à peine l'équivalent de 10–12 mots par minute. 
Les conditions adéquates pour assurer la transmission du signal sans distorsion à travers les câbles ont été posées, de manière théorique et mathématique en 1885, par le physicien Oliver Heaviside. Mais il faut attendre l'ingénieur danois Carl Emil Krarup (en) en 1902 qui propose l'enveloppement des longs câbles par du fil de fer pour compenser et accroître significativement l'inductance et fabriquer une bobine de charge pour réduire la distorsion du signal électrique. Malheureusement, le matériau fer n'avait pas une valeur de perméabilité suffisante pour compenser un câble de longueur transatlantique (plus de 3 000 km). 
Les recherches se poursuivent dans ce domaine et mènent à la découverte, déjà décrite par Gustav Elmen, du permalloy, possédant une plus grande perméabilité magnétique qu'au fer doux ou à l'acier au silicium. Plus tard, en 1923, le chercheur trouve que cette propriété peut être accrue par chauffage. Il est rapporté qu'un enroulement de permalloy permet de multiplier la vitesse d'un signal télégraphique par 4.
Cette technique de compensation décline dans les années trente, les poseurs de câbles fournissant de moins en moins de débouchés aux alliages permalloy et crise économique de la grande dépression oblige, mais pendant la Seconde Guerre mondiale, l'industrie électronique prend déjà le relais.

## Autres alliages binaires nickel-fer ou faiblement alliés
Les traitements thermiques et chimiques finaux des alliages NiFe, à l'instar du supermalloy, sont essentiels pour assurer les propriétés magnétiques douces recherchées. Les alliages fer-nickel ont des propriétés magnétiques intéressantes avec des taux de nickel compris entre 28 % et 78 % en masse de nickel dans le fer, voici d'autres alliages NiFe.
Le "rhometal", alliage nickel-fer à 64 % de nickel et à 36 % de fer est connu pour sa résistance électrique maximale. L'"hipernick", "alliage nickel-fer à environ 50 %", se caractérise par une aimantation à saturation maximale. L'"isoperm" de même composition, présente une perméabilité constante et stable. 
Le "sinimax" Ni0.43Fe0.54Si0.03 peut être considéré comme un 45 permalloy modifié par adjonction de 3 % à 3,5 % de silicium pour accroître sa résistivité. Les propriétés magnétiques sont aussi bien meilleures que le 45 permalloy.
Il existe aussi, parmi les produits commerciaux, le "monimax" Ni0.48Fe0.49Mo0.03, sorte de "hipernick" modifié par Mo pour accroître la résistivité, ainsi que le mu-métal, qui fait partie, avec le permalloy, des "alliages à 75 % et 80 % de nickel".
Le sinimax et le monimax, de propriétés assez voisines, sont largement employés pour les bobines HF ou haute fréquence, alors que les "alliages à 75 % et 80 % de nickel" se retrouvent dans les transformateurs de mesure, les têtes d'enregistrement, les transformateurs haute fréquence, les transformateurs d'impulsion, les filtres et blindages magnétiques, les amplificateurs magnétiques...